# Uranotaenia moresbyensis
Uranotaenia moresbyensis är en tvåvingeart som beskrevs av Peters 1963. Uranotaenia moresbyensis ingår i släktet Uranotaenia och familjen stickmyggor. Inga underarter finns listade i Catalogue of Life.